# Orciano Pisano
Orciano Pisano és un municipi de la província de Pisa, a la (regió de la Toscana, Itàlia). Orciano Pisano limita amb els municipis de Collesalvetti, Fauglia, Lorenzana, Rosignano Marittimo, i Santa Luce.

## Referències

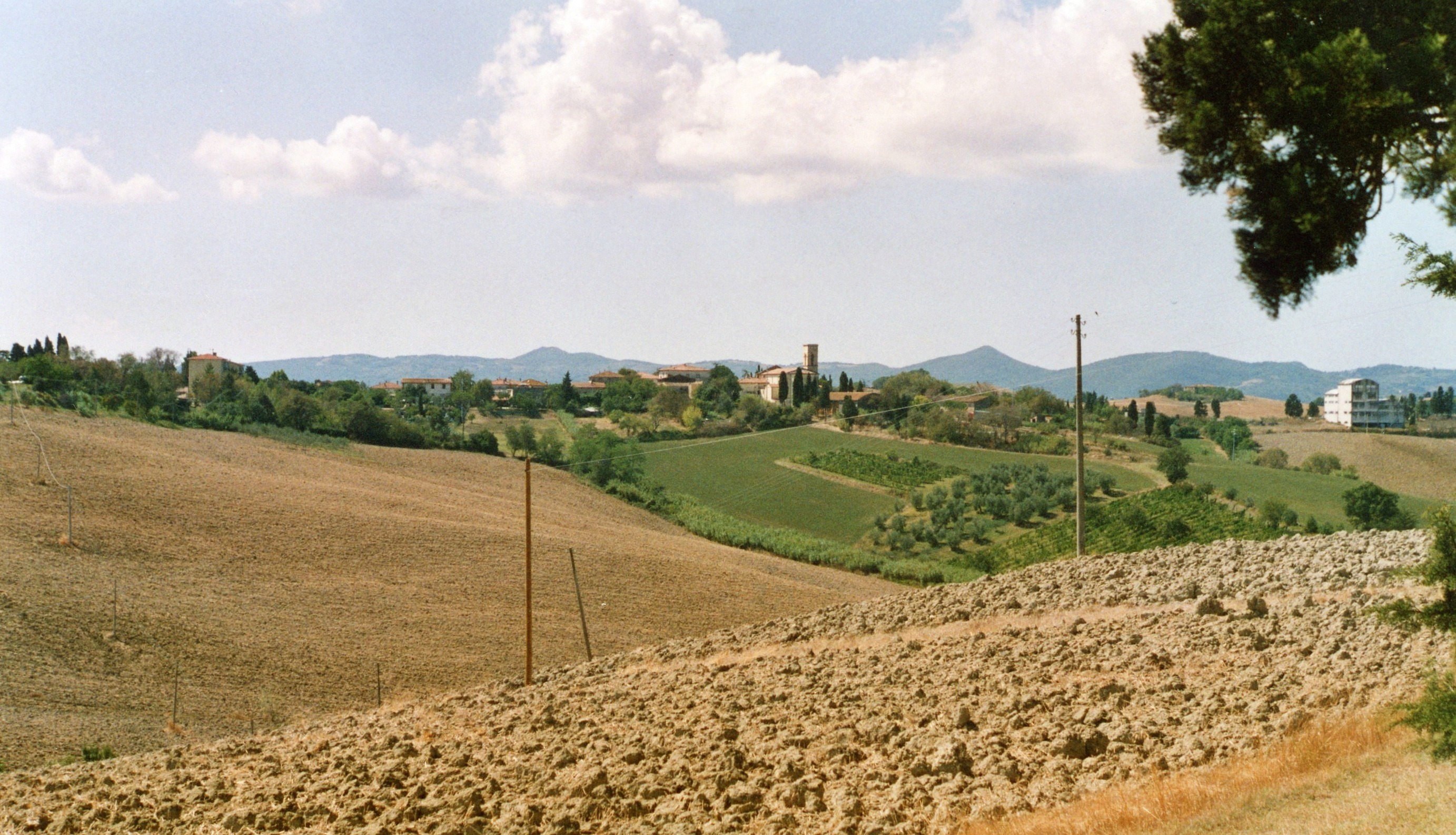
Vista d'Orciano Pisano
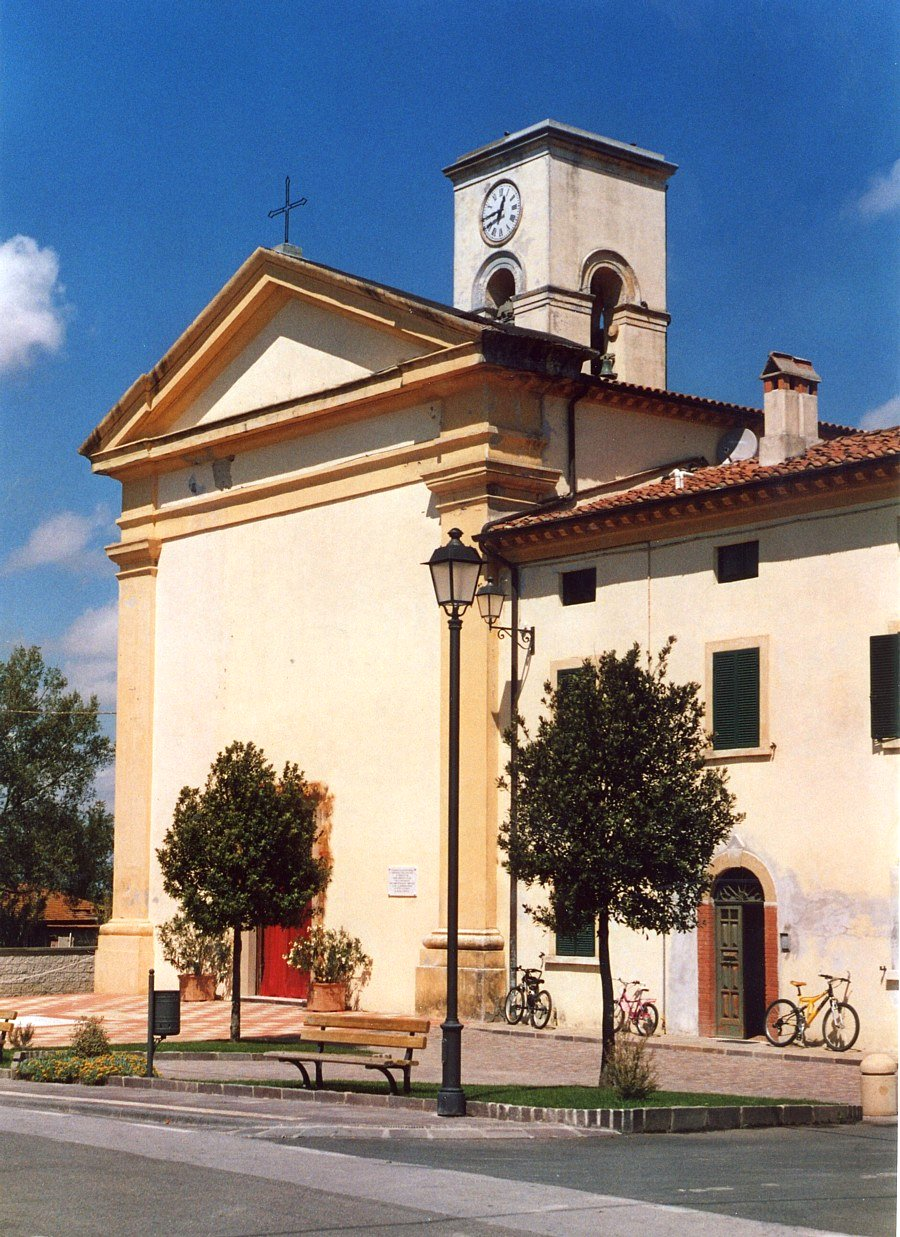
Església d'Orciano